# Höhlen und Eiszeitkunst der Schwäbischen Alb
Höhlen und Eiszeitkunst der Schwäbischen Alb ist ein von der UNESCO gelisteter Eintrag des Weltkulturerbes in Deutschland. Das Erbe umfasst neben der Eiszeitkunst sechs Höhlen auf der Schwäbischen Alb, in denen die ältesten Artefakte menschlichen Kunstschaffens gefunden worden sind. Da die nicht seltenen geologischen Formationen der Höhlen jedoch nur durch die Kunstwerke zu Weltkulturerbe erklärt werden konnten, entschied die UNESCO, hier die Eiszeitkunst als konstitutives Element mit in die Kulturerbedefinition aufzunehmen.
Die Fundstellen wurden als „Wiege der Kunst“ bezeichnet und stellen eine der ersten Siedlungsgegenden des modernen Menschen in Europa dar.

## Hintergrund
Das Aurignacien war eine Kulturepoche, die etwa von 42.000 v. Chr. bis 31.000 v. Chr. dauerte. In Mitteleuropa ist es die älteste Kultur der jüngeren Altsteinzeit (Jungpaläolithikum). Klimageschichtlich fällt diese Epoche in die letzte Kaltzeit im Jungpleistozän, die in Süddeutschland als Würm-Kaltzeit bezeichnet wird.
Im Aurignacien breitete sich der anatomisch moderne Mensch (Homo sapiens) über Europa aus, während der Neandertaler verschwand. Auch wenn ornamentale künstlerische Formen bereits aus älterer Zeit bekannt sind, traten im Aurignacien erstmals figürliche künstlerische Darstellungen als Höhlenmalerei und Jungpaläolithische Kleinkunst auf, nahm also die bildende Kunst ihren Anfang. Aus dem Aurignacien stammen auch die ersten Knochenflöten, die zweifelsfrei als solche anerkannt werden und die auch die Ausübung von Musik in dieser Zeit belegen. Die Kunst des Aurignacien und späterer Epochen der letzten Kaltzeit wird auch zusammenfassend als Eiszeitkunst bezeichnet.

## Einschreibung
Eine Gruppe von sechs Höhlen der Schwäbischen Alb (auch Schwäbischer Jura genannt) war 2015 auf Vorschlag von Baden-Württemberg mit der Bezeichnung Höhlen der ältesten Eiszeitkunst auf die Vorschlagsliste Deutschlands zur Aufnahme in das UNESCO-Welterbe gesetzt worden. 2017 wurden die Höhlen aufgrund eines Beschlusses der 41. Sitzung des Welterbekomitees unter der Bezeichnung Höhlen und Eiszeitkunst der Schwäbischen Alb als Kulturerbe in die Liste des UNESCO-Welterbes eingetragen. Zusammenfassend heißt es dazu:

„Die sechs Höhlen haben seit den 1860er Jahren Gegenstände aus der Zeit von vor 43.000 bis 33.000 Jahren offenbart. Darunter sind geschnitzte Tierfiguren (u. a. Höhlenlöwen, Mammuts, Pferde und Rinder), Musikinstrumente und persönliche Schmuckstücke. Andere Figuren stellen Kreaturen dar, die halb Tier, halb Mensch sind, und es gibt eine Statuette einer Frau. Diese archäologischen Stätten zeigen einige der ältesten figurativen Kunstwerke der Welt und geben Aufschluss über die Ursprünge der menschlichen künstlerischen Entwicklung.“

Die Eintragung erfolgte aufgrund des Kriteriums (iii).

„(iii): Höhlen und Eiszeitkunst im Schwäbischen Jura gibt ein außergewöhnliches Zeugnis der Kultur der ersten modernen Menschen, die sich in Europa niedergelassen haben. Außergewöhnliche Aspekte dieser Kultur, die in diesen Höhlen erhalten geblieben sind, sind Beispiele von geschnitzten Figuren, Gegenständen des persönlichen Schmucks und Musikinstrumenten. Die Kunstobjekte gehören zu den ältesten der Welt und die Musikinstrumente sind die ältesten, die bis heute weltweit gefunden wurden.“

## Umfang
Die Welterbestätte umfasst zwei voneinander getrennte Areale, eines im Tal der Ach im Alb-Donau-Kreis und eines im Lonetal im Grenzgebiet von Alb-Donau-Kreis und Landkreis Heidenheim. Sie haben insgesamt einen Schutzbereich von 462,1 ha und sind jeweils von einer Pufferzone umgeben, die insgesamt eine Fläche von 1.158,7 ha haben. Jedes dieser Areale enthält drei Höhlen, die in den folgenden Tabellen jeweils in Richtung flussabwärts sortiert sind.
| Ref.-Nr. | Bezeichnung | Höhlen                    | Gemeinde         | Kreis                | Schutzbereich | Pufferzone |
| -------- | ----------- | ------------------------- | ---------------- | -------------------- | ------------- | ---------- |
| 1527-001 | Achtal      | Hohler Fels (Lage)        | Schelklingen     | Alb-Donau-Kreis      | 271,7 ha      | 766,8 ha   |
| 1527-001 | Achtal      | Sirgensteinhöhle (Lage)   | Blaubeuren       | Alb-Donau-Kreis      | 271,7 ha      | 766,8 ha   |
| 1527-001 | Achtal      | Geißenklösterle (Lage)    | Blaubeuren       | Alb-Donau-Kreis      | 271,7 ha      | 766,8 ha   |
| 1527-002 | Lonetal     | Bocksteinhöhle (Lage)     | Rammingen        | Alb-Donau-Kreis      | 190,4 ha      | 391,9 ha   |
| 1527-002 | Lonetal     | Hohlenstein-Stadel (Lage) | Asselfingen      | Alb-Donau-Kreis      | 190,4 ha      | 391,9 ha   |
| 1527-002 | Lonetal     | Vogelherdhöhle (Lage)     | Niederstotzingen | Landkreis Heidenheim | 190,4 ha      | 391,9 ha   |

## Höhlen und Funde
Aus den Höhlen des Ach- und Lonetales und ihrer Umgebung sind (Stand 2016) insgesamt mehr als 50 figürliche Darstellungen sowie Fundstücke und Relikte von 24 Flöten aus dem Aurignacien bekannt. Die häufig aus Mammutelfenbein geschnitzten Figuren und Musikinstrumente sind „das beeindruckendste frühe Ensemble von Kunstwerken, das bislang bekannt ist“.
Die im Hohlen Fels gefundene Venusfigurine zählt mit einem Alter von ca. 42.000 bis 38.000 Jahren weltweit zu den ältesten bekannten figürlichen Darstellungen des menschlichen Körpers, der ähnlich alte Löwenmensch vom Hohlenstein-Stadel stellt einen Menschen mit dem Kopf und den Gliedmaßen eines Höhlenlöwen dar. In den anderen Höhlen wurden ähnlich einzigartige Funde gemacht, beispielsweise die etwa 40.000 Jahre alten Tierfigurinen der Vogelherdhöhle oder die 42.000 bis 43.000 Jahre alten Knochenflöten aus dem Geißenklösterle.
| Bild der Höhle | Name               | Beschreibung | Funde | Bild eines Fundes |
| -------------- | ------------------ | --- | --- | ----------------- |
| weitere Bilder | Hohler Fels        | Die Höhle besteht aus einem 15 Meter langen Gang und einer darauffolgenden Halle, die mit einer Grundfläche 500 m² und einem Rauminhalt von 6000 m³ eine der größten der Schwäbischen Alb ist. | Venusfigurine aus Mammut-Elfenbein, Flöte aus der Speiche eines Gänsegeiers, blattförmig bearbeitete Hornsteinspitze | weitere Bilder    |
| weitere Bilder | Sirgensteinhöhle   | Die Gesamtlänge der Höhle beträgt 42 Meter bei maximal 10 Metern Höhe. Im hinteren Teil wird die Höhle durch natürliche Öffnungen in der Decke erhellt. | 5000 Silexartefakte, Geschossspitzen, Pfrieme und Glätter                                                            | weitere Bilder    |
| weitere Bilder | Geißenklösterle    | Die Halbhöhle ist durch zwei vorspringende Felswände geschützt. Sie liegt etwa 60 m über der Talsohle des Achtals. | Adorant, in Elfenbeinplättchen graviertes Mensch-Tier-Mischwesen, Flöten aus Knochen und Elfenbein                   | weitere Bilder    |
| weitere Bilder | Bocksteinhöhle     | Die Höhle ist eine etwa 15 m × 20 m große Halle im Felsen rund 50 m über der Talsohle des Lonetals. | Großes Keilmesser (Bocksteinmesser) aus der Bocksteinschmiede                                                        | Bocksteinmesser   |
| weitere Bilder | Hohlenstein-Stadel | Die Höhle ist eine 50 m lange Horizontalhöhle ohne größere Hallen. Der Eingang ist 8 m breit und 4 m hoch. | Löwenmensch aus Mammut-Elfenbein                                                                                     | weitere Bilder    |
| weitere Bilder | Vogelherdhöhle     | Die Höhle hat drei Eingänge und besteht aus zwei Teilen: Die Große Vogelherdhöhle ist ein 40 m langer gebogener Gang zwischen zwei 2,5 bis 3,5 m hohen Mundlöchern, die Kleine Vogelherdhöhle ist am Eingang sehr eng und ebenfalls etwa 40 m lang. Ein Durchgang zwischen den zwei Höhlen ist bis auf einen mehrere Zentimeter hohen Spalt verschüttet. Die Höhle ist nicht öffentlich zugänglich. | Tierfiguren aus Mammut-Elfenbein, Venusfigurine aus einem Wildschweinzahn                                            | weitere Bilder    |

## Museumspädagogische Darstellung
Schwerpunktmäßig dargestellt und gewürdigt werden diese Höhlen und ihre paläolithischen Artefakte auf museumspädagogischem und szenografischem Weg im Urgeschichtlichen Museum Blaubeuren (in der Nähe der Höhlen im Achtal), im Museum Ulm, im Landesmuseum Württemberg in Stuttgart und im Museum der Universität Tübingen MUT. Von den in vier Museen ausgestellten Originalen befinden sich mehr als die Hälfte im MUT Alte Kulturen auf Schloss Hohentübingen.